# ییرژی بائوم
ییرژی بائوم (انگلیسی: Jiří Baum; ۲۰ سپتامبر ۱۹۰۰ – ۱ ژانویهٔ ۱۹۴۴) جانورشناس، متصدی موزه، کاشف و نویسنده اهل کشور چکسلواکی بود. او به‌عنوان مجموعه‌دار بخش جانورشناسی موزه ملی پراگ خدمت می‌کرد. شهرتش به خاطر نوشتن کتابی در سال ۱۹۳۳ در مورد طبیعت بِکر آفریقا و همچنین مأموریت جانورشناسی اش در سال ۱۹۳۵ در نقاط دورافتادهٔ استرالیا است.